# Église-réfectoire Saint-Antoine-et-Théodose
L'église-réfectoire Saint-Antoine-et-Théodose (ukrainien : Трапезна церква, Trapezna tserkva ;  russe : Трапезная церковь, Trapeznaya tserkov) est un édifice religieux situé en Ukraine à Kiev qui fait partie de la laure des Grottes de Kiev. Elle est composée d'un réfectoire et d'une église dédiée à saint Antoine et Théodose des Grottes. Elle a été érigée entre 1893 et 1895 dans le style néo-byzantin sur le site d'un ancien réfectoire de 1684-1694 qui a été démantelé.

## Histoire

### Premier réfectoire
Un premier réfectoire a été construit non loin du lieu où se trouve le bâtiment moderne entre 1108 et 1110 comme l'exigeait la Stoudiïski oustav (Charte de l'étudiant) qui prévoyait l'alimentation collective des moines. C'était une structure en pierre qui était située au sud-ouest de la cathédrale de la Dormition selon les fouilles archéologiques. Au centre du bâtiment se trouvaient quatre piliers soutenus par le dôme de l'église, autour desquels se trouvaient la cuisine, le garde-manger et la salle à manger. Le prince Glib Vseslavovitch de Minsk y a vécu.
Cette première structure est détruite en 1230 par un tremblement de terre et cesse d'exister après l'invasion mongole de 1240. Les vestiges préservés des fondations de l'édifice sont visibles sur la place de la cathédrale.

### L'église-réfectoire de Pierre-et-Paul
Le deuxième réfectoire a été érigé au début du XVIIe siècle sur l'emplacement qui lui a été prévu entre les XIVe siècle et XVIIe siècle. Le nouveau réfectoire a été placé au sud de la cathédrale. Un réfectoire est d'abord construit seul en bois, puis l'église-réfectoire de Pierre-et-Paul est érigée entre 1686 et 1694.  L'architecture de ce bâtiment est caractéristique de cette époque : elle est rectangulaire en ce qui concerne l'édifice avec l'abside de l'autel à l'est, décoré dans les traits du baroque ukrainien. Jugé « en dégradation », l'église-réfectoire de Pierre-et-Paul est démantelée en 1893.

### L'église-réfectoire actuelle
L'église-réfectoire est reconstruite en 1895 par l'architecte Vladimir Nikolaïev dans le style néo-byzantin.
L'église et le réfectoire forment un ensemble unique mais architecturalement séparé : la salle à manger est rectangulaire du côté ouest et adjacente au dôme à l'est. Les peintures murales dans l'église ont été faites d'une manière synodale académique. L'église-réfectoire est nommée au nom de saint Antoine et Théodose des Grottes.
Les travaux au réfectoire prennent fin en 1903 et ceux de l'église en 1910. La cuisine est conservée dans le même cadre que pour l'ancienne église-réfectoire démantelée en 1893.
Sous l'ère soviétique, la communauté monastique de la laure est démantelée. Dès lors, à partir de 1923, les locaux sont utilisés comme musée et à des fins de propagande. Depuis le transfert d’une partie du territoire de la laure au monastère, l’église-réfectoire est utilisée pour le culte.
En 1941, le réfectoire est endommagé lors de l'explosion de la cathédrale de la Dormition. Les travaux de restauration et de restauration des façades sont achevés en 1956. L'intérieur est rénové entre 1976 et 1980.
Depuis 1990, des cultes ont lieu régulièrement au temple et depuis 1992, l'église-réfectoire appartient à l'Église orthodoxe ukrainienne.

## Peintures et décorations
L'intérieur du réfectoire a été conçu par Alexeï Chtchoussev. La peinture ornementale du temple et de la chambre a été réalisée dans le style moderne de l'époque. C'est un exemple unique d'art nouveau ukrainien dans l'art culte.
Les peintres Ivan Ijakevitch, Grigori Popov, Lakov et d'autres ont travaillé à la décoration de l'église-réfectoire. Les murs du réfectoire représentent 14 saints de Petchersk dont les reliques reposent dans les grottes voisines. Parmi les personnages représentés, on trouve :
- Nikon le Grand ;
- le premier chroniqueur de la Rus' de Kiev, Nestor qui est l'auteur de la Chronique des temps passés ;
- le premier historien russe ancien, Varlaam ;
- le premier higoumène et l’un des premiers moines de la laure, Marko Petchersky ;
- l’un des saints les plus vénérées de la laure, Nikolaï Svyatocha.
- le prince Sviatoslav Davidovitch de la dynastie des Rourikovitch qui a financé la construction de l'église de la Porte de la Trinité au-dessus de l'entrée principale du monastère (il s'agit du plus ancien de tous les édifices encore debout de la laure des Grottes de Kiev, érigé en 1108) ;
- le moine Prokhor, l'ouvrier du miracle, qui, au début du XIIe siècle, sauva les habitants de Kiev d'une terrible famine et leur prépara du pain à partir d'herbes de quinoa.

La peinture de la salle du réfectoire a beaucoup souffert pendant la Seconde Guerre mondiale. La peinture au plafond de la chambre est perdue. Sous l'influence des pluies et de la neige dégelée, le stuc du plafond s'est amorti et s'est émietté avec le tableau. La peinture de plafond a été restaurée en 2014 selon les dessins survivants de Chtchoussev.
L'iconostase en marbre est faite dans le style pseudo-russe selon le dessin de Chtchoussev. Du marbre de Carrare blanc, rose et gris a été apporté d'Italie, et du marbre vert de Grande-Bretagne. Une fabuleuse sculpture sur pierre ajourée a été réalisée par le maître-sculpteur de Kiev Drexler. C'est l'une des iconostases en pierre les plus remarquables de Kiev et de l'Ukraine.
Une ceinture de majoliques unique a été préservée dans l'église. Elle constitue un exemple de mosaïque du début du XXe siècle.
Après la guerre, un pendule de Foucault suspendu au dôme a été installé dans l'église mais il a été retiré dans les années 1970.
Grâce à son acoustique, l'église du réfectoire a été utilisée comme salle de concert de l'Orchestre symphonique d'état de la République socialiste d'Ukraine pour des concerts et des chants de chorale.
Lors des derniers travaux de restauration de 2014, les fenêtres et les portes ont été remplacées, un nouveau sol a été posé, la peinture murale a été nettoyée de la saleté et de la suie, l'iconostase a été nettoyée et le dôme éclairé à l'intérieur.
Les offices du matin et du soir ont lieu tous les jours dans l'église-réfectoire.
Derrière le réfectoire se trouve une plate-forme d'observation offrant une vue panoramique sur l'ensemble des bâtiments des grottes proches et lointaines de la laure, du Dniepr et de la rive ouest de la ville de Kiev.

## Nécropole

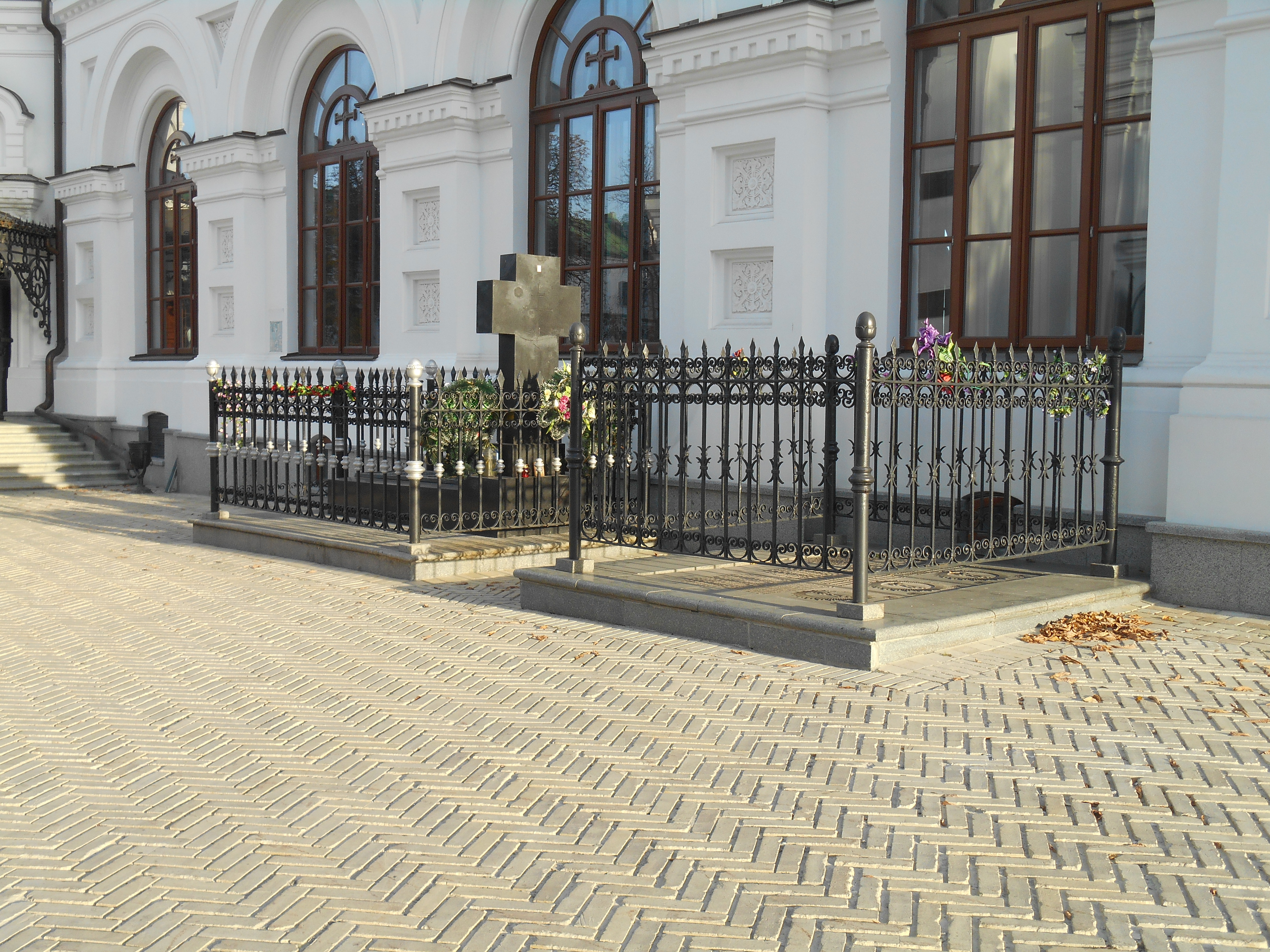
Les tombes à côté de l'église-réfectoire.

Près de l'église-réfectoire sont enterrés Vassili Leontievitch Kotchoubeï, régent ukrainien du bureau militaire en 1681, et Ivan Iskra, colonel de Poltava, morts exécutés en 1708,. Vers la fin 1707, Kotchoubeï et Iskra avaient remis une lettre au tribunal du tsar accusant Ivan Mazepa d'avoir entamé des pourparlers avec Charles XII et les Suédois afin de s'allier avec eux pendant la Grande Guerre du Nord. Le tsar Pierre le Grand ne croit pas à la lettre et les deux hommes sont exécutés. Plus tard, lorsque le tsar se rend compte qu'ils avaient raison, ils sont enterrés près de l'église-réfectoire.
Piotr Stolypine, Premier ministre de l'empereur Nicolas II de Russie, est assassiné en 1911 alors qu'il prévoyait d'entreprendre des réformes importantes pour améliorer la condition paysanne. Une cérémonie funéraire se tient à l'église-réfectoire Saint-Antoine-et-Théodose. L'homme politique russe repose aujourd'hui à côté de l'église-réfectoire. Au-dessus de la tombe de Piotr Stolypine, une grande croix de pierre en labradorite noire est installée.

## Galerie d'images

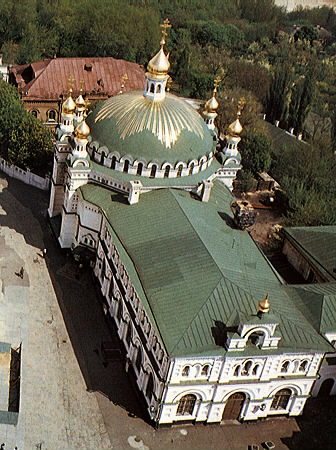
Vue sur l'église-réfectoire depuis le Grand clocher.
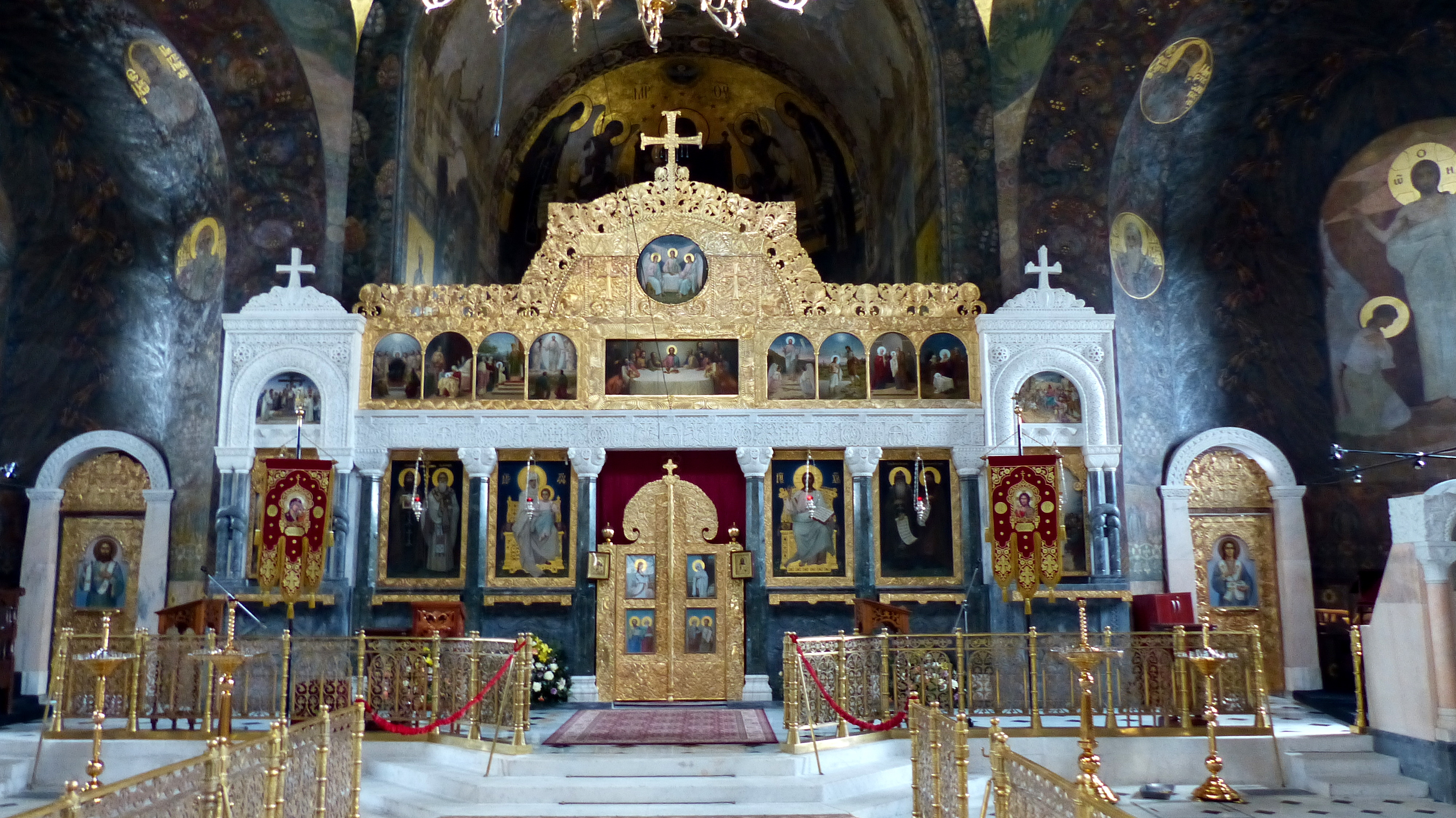
Iconostase.
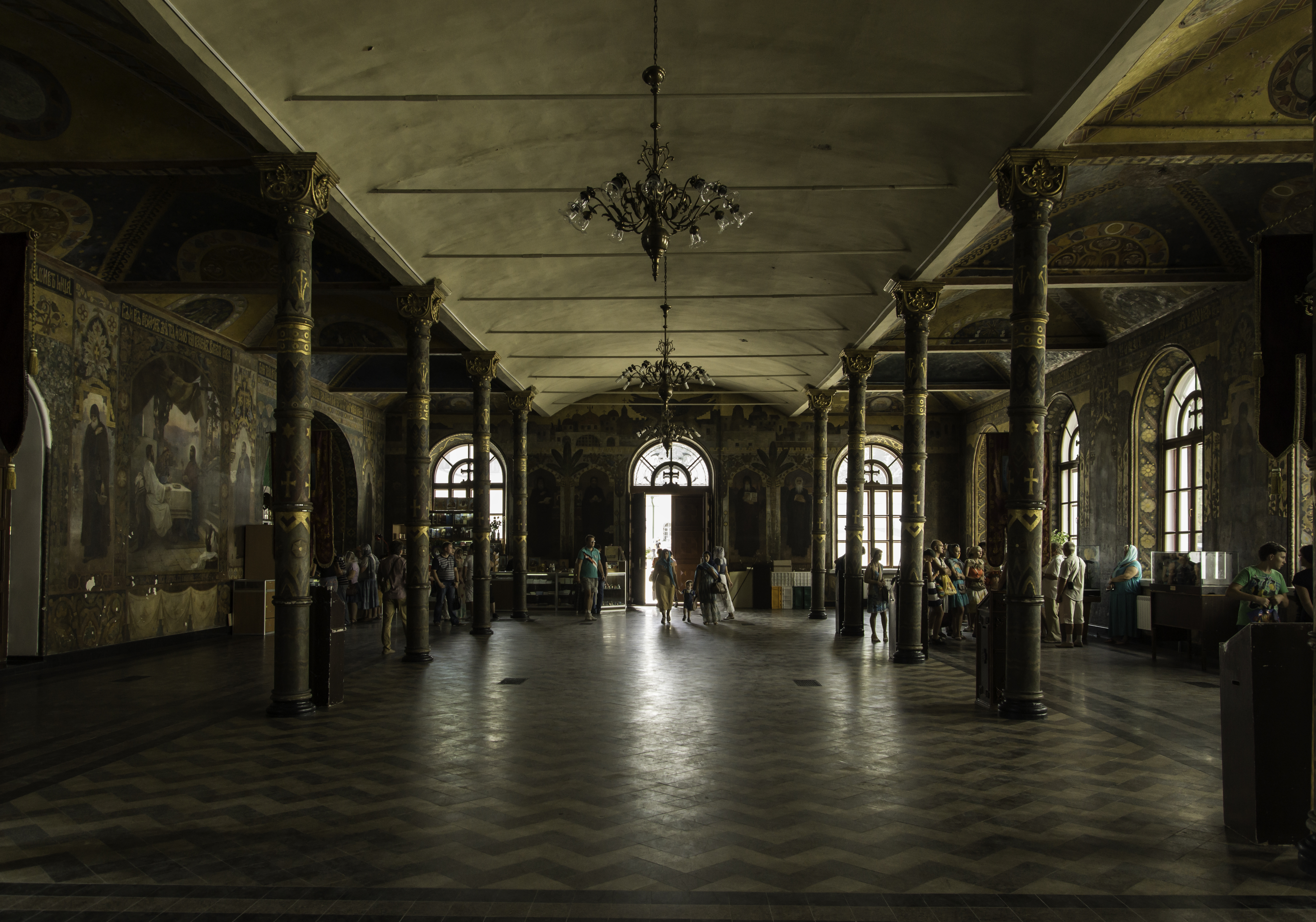
Le réfectoire en 2013 (avant la restauration des peintures du plafond en 2014).
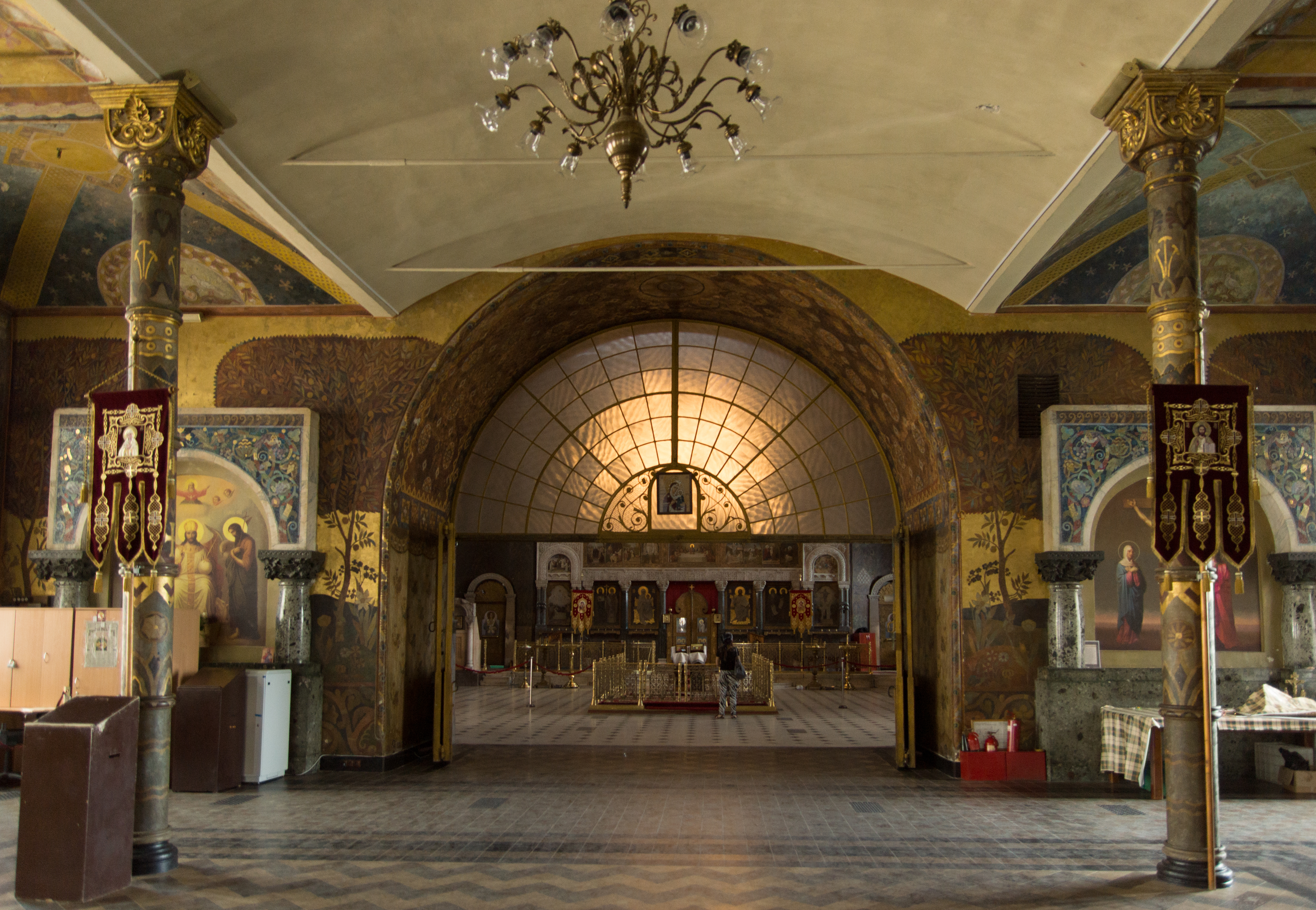
L'église et le réfectoire en 2013 (avant la restauration des peintures du plafond en 2014).
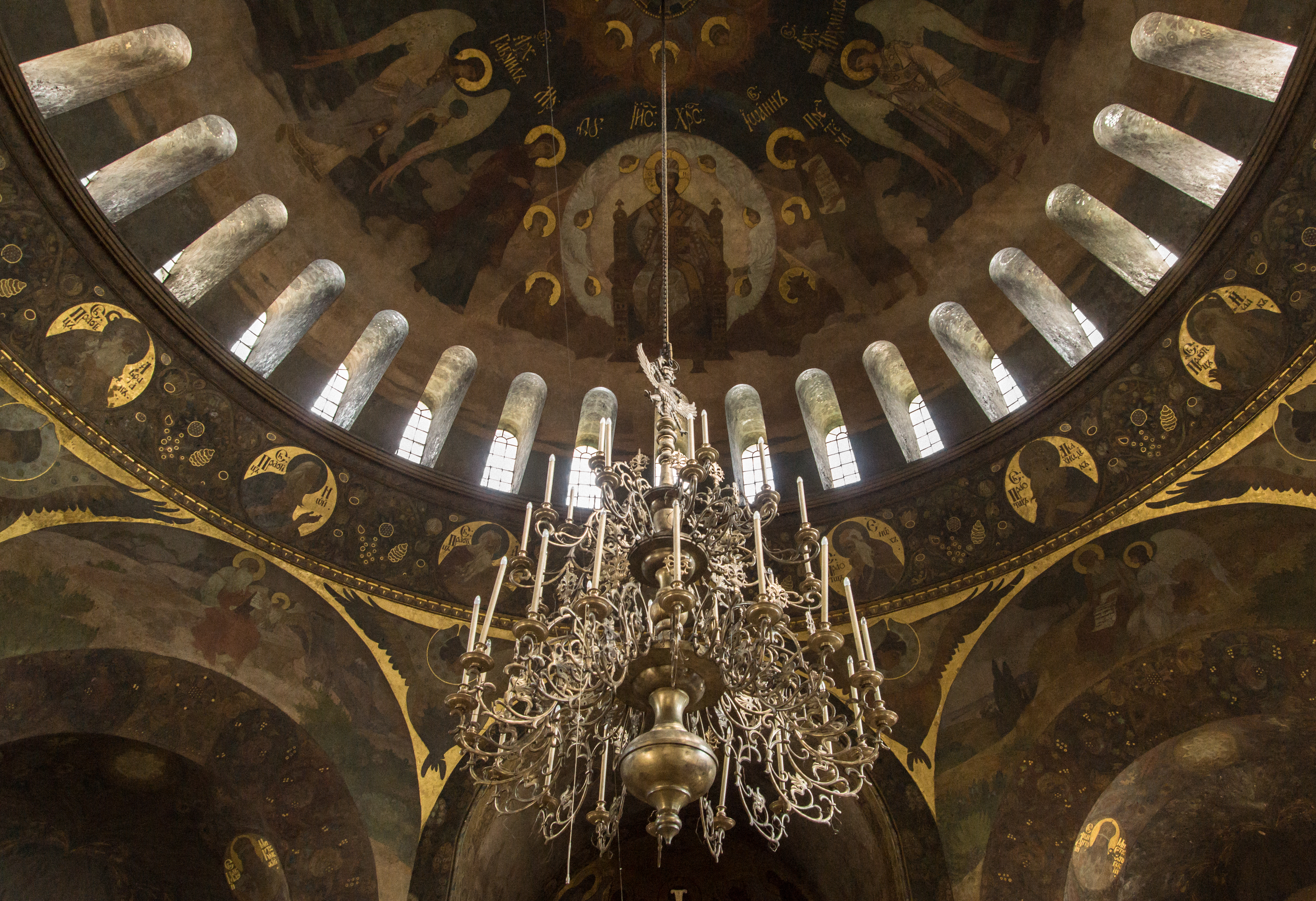
Plafond de l'église.